# Muzeum Sportu i Turystyki w Karpaczu
Muzeum Sportu i Turystyki w Karpaczu – gromadzi eksponaty, dokumenty i wszelkie pamiątki związane z rozwojem sportu, turystyki i ochrony przyrody w terenie Karkonoszy.
Placówka mieści się w zabytkowych domu przysłupowym, pochodzącym z XVIII wieku.  Uroczyście otwarte 4 września 1974, do końca 2011 zwiedzone przez 1.358.169 osób. Do 2002 muzeum było oddziałem Muzeum Sportu i Turystyki w Warszawie, od 1 stycznia 2003 jest instytucją kultury samorządu województwa dolnośląskiego. Muzeum gromadzi zabytki w zakresie kultury fizycznej, turystyki i krajoznawstwa, w szczególności odznaki, nagrody, znaczki, plakaty, monety, sztandary, stroje i sprzęt sportowy, akcesoria podróżne, dzieła sztuki o tematyce sportowej, fotografie, filmy, książki, czasopisma i archiwalia.
Wystawa stała obejmuje trzy działy:
Geneza i rozwój turystyki w Karkonoszach ze szczególnym uwzględnieniem turystyki polskiejZgromadzone tu eksponaty i zdjęcia dokumentują najważniejsze przejawy działalności gospodarczej, ułatwiającej i przyspieszającej „zdobywanie” gór: pracę górników, hutników, drwali, pasterzy i zielarzy. Kolorowa, ceramiczna rzeźba przedstawia współczesną wersję legendarnego „Ducha Gór” – Rzepióra. Dawne ryciny i oryginalny sprzęt informują o specyficznych sposobach podróżowania w Karkonoszach w XIX wieku, m.in. o noszeniu turystów w góry w specjalnych lektykach. Osobny fragment działu poświęcony jest roli, jaką odegrali Polacy w rozwoju tych ziem. Znaleźć tu można podobizny wybitnych Polaków, którzy przebywali w Karkonoszach, wybrane wpisy z ksiąg pamiątkowych wykładanych w schroniskach (XVIII i XIX w.) i samą Księgę Śnieżki.
Rozwój sportów zimowych w KarkonoszachKarkonosze są regionem, gdzie rozwinęły się głównie sporty zimowe – wśród nich saneczkarstwo. Po II wojnie światowej Karpacz stał się centrum sportu bobslejowego i saneczkowego w Polsce. W Karkonoszach organizuje się również wiele zawodów i rajdów narciarskich; ożywioną działalność rozwijają alpiniści. Eksponaty zgromadzone w tym dziale pozwalają prześledzić rozwój sprzętu sportowego, poczynając od najstarszych egzemplarzy nart, karpli, sanek i bobslejów. Znajduje się tu również wiele trofeów sportowych wybitnych zawodników, a także dokumentów i pamiątek osobistych zasłużonych działaczy.
Ochrona przyrodyRóżnorodne eksponaty i barwne diapozytywy w sali wystawowej oraz alpinarium otaczające muzeum przedstawiają środowisko przyrodnicze Karkonoszy. Prezentowane są okazy świata roślinnego i zwierzęcego, a także mówiące o geologii i klimacie regionu.
Ekspozycje czasoweObok wystawy stałej prezentowane są w sali na I piętrze stale zmieniające się ekspozycje czasowe, związane tematycznie z programem działalności muzeum.